# Duc de Sessa
 (mars 2023).
Si vous disposez d'ouvrages ou d'articles de référence ou si vous connaissez des sites web de qualité traitant du thème abordé ici, merci de compléter l'article en donnant les références utiles à sa vérifiabilité et en les liant à la section « Notes et références ».
Le duc de Sessa est un titre nobiliaire espagnol concédé par les Rois catholiques en 1507 au Grand capitaine Gonzalo Fernandez de Cordoue. 
Son nom se réfère à la ville italienne de Sessa Aurunca dans la province de Caserte. Ce titre est considéré depuis le XVIe siècle comme un titre de Castille. Sa dénomination italienne est Duca di Sessa.

## Liste des titulaires
|                                      | Titulaire                                                  | Période                              |
| Création par Ferdinand III de Naples | Création par Ferdinand III de Naples                       | Création par Ferdinand III de Naples |
| ------------------------------------ | ---------------------------------------------------------- | ------------------------------------ |
| I                                    | Gonzalo Fernández de Córdoba y Aguilar                     | 1507-1515                            |
| II                                   | Elvira Fernández de Córdoba (en)                           | 1515-1524                            |
| III                                  | Gonzalo Fernández de Córdoba y Fernández de Córdoba        | 1524-1578                            |
| IV                                   | Francisca Fernández de Córdoba y Fernández de Córdoba (es) | 1578-1597                            |
| V                                    | Antonio Fernández de Córdoba y Cardona (en)                | 1597-1606                            |
| VI                                   | Luis Fernández de Córdoba y Aragón (es)                    | 1606-1642                            |
| VII                                  | Antonio Fernández de Córdoba y Rojas                       | 1642-1659                            |
| VIII                                 | Francisco Fernández de Córdoba y Pimentel (es)             | 1659-1688                            |
| IX                                   | Félix Fernández de Córdoba y Cardona (es)                  | 1688-1709                            |
| X                                    | Francisco Fernández de Córdoba y Aragón                    | 1709-1750                            |
| XI                                   | Ventura Francisca Fernández de Córdoba y Aragón            | 1750-1768                            |
| XII                                  | Ventura Osorio de Moscoso y Fernández de Córdoba           | 1768-1783                            |
| XIII                                 | Vicente Joaquín Osorio de Moscoso y Guzmán (en)            | 1783-1816                            |
| XIV                                  | Vicente Isabel Osorio de Moscoso y Álvarez de Toledo (en)  | 1816-1837                            |
| XV                                   | Vicente Pío Osorio de Moscoso y Ponce de León (en)         | 1837-1864                            |
| XVI                                  | José María Osorio de Moscoso y Carvajal (en)               | 1864-1881                            |
| XVII                                 | Francisco de Asís Osorio de Moscoso y Borbón               | 1881-1924                            |
| XVIII                                | Francisco Osorio de Moscoso y Jordán de Urríes             | 1924-1952                            |
| XIX                                  | María del Perpetuo Socorro Osorio de Moscoso y Reynoso     | 1952-1955                            |
| XX                                   | Leopoldo Barón y Osorio de Moscoso                         | 1955-1974                            |
| XXI                                  | Gonzalo Barón y Gavito                                     | Titulaire actuel                     |